# Distrito de Wánchaq
El distrito de Wánchaq (históricamente y hasta 1985 oficialmente llamado distrito de Huánchac) es uno de los ocho distritos que conforman la provincia del Cuzco, ubicada en el departamento del Cuzco en el Sur del Perú.

## Historia
El 23 de mayo de 1955, el congreso de la República, aprobó la creación del distrito “24 de Junio” en la Provincia de Cusco.
El 10 de junio de 1955, durante el Gobierno del General Manuel A. Odria,  se promulgó la ley Nro. 12336 de creación del Distrito 24 de Junio.
A través de la Ley Nro. 15205,  promulgada el 11 de noviembre de 1964 , se cambia el nombre del Distrito de 24 de Junio a “Huanchaq”,
Por acuerdo municipal Nro.  035-85-A-MDH/C-SG de fecha 10 de junio de 1985, se determina utilizar el vocablo quechua de Wánchaq. 
El fundador y gestor del distrito de Wánchaq fue el Sr. José Ramón Zavaleta Flores. Fue primer y segundo alcalde, posteriormente fue reconocido por el municipio, declaradamente alcalde vitalicio.
Este distrito fue creado mediante a Ley n.º 12336 del 10 de junio de 1955, en el gobierno del Presidente Manuel A. Odría.

## Geografía
El territorio de este distrito se extiende en 6,38 kilómetros cuadrados y tiene una altitud de 3363 metros sobre el nivel del mar.

## Población
El distrito tiene una población aproximada de 62,325 habitantes.

## Autoridades

### Municipales
- 2023-2026:
- Alcalde: Willian Peña Farfan

### Religiosas
- Arzobispo metropolitano Monseñor Juan Antonio Ugarte Pérez.

## Festividades
- 18 de mayo: asesinato de Túpac Amaru II
- 23 de mayo: Aniversario del Distrito (23 de mayo de 1955, Fecha de Aprobación del Congreso de la República para la creación del distrito "24 de Junio)
- 4 de noviembre: gesta revolucionaria de Túpac Amaru II.

## Hermanamientos
- Salamanca, México (2022)[1]
- Amealco, México (2022)[2]
- 🇲🇽 Heroica Zitácuaro, México (2022)